# Pointe-Basse de Mary
La Pointe-Basse de Mary est une montagne des Alpes-de-Haute-Provence, culminant à 3 126 m d'altitude.